# Leila Lindholm
Leila Mariana Johanna Lindholm (født 21. juni 1975) er en svensk kok og tv-personlighed, der er mest kendt for at være tv-vært for en række tv-underholdningsprogrammer om madlavning.
Lindholm bestemte sig i en alder af fjorten at blive kok og begyndte senere på restaurantskole. Lindholm har arbejdet som kok på kendte restauranter såsom Operakällaren i Stockholm, Aquavit i New York, Melker Anderssons Restaurangen, Fredsgatan 12 og Ulla Winbladh i Stockholm. Leila Lindholm driver også bogforlaget Walter and Books.
Gennem årene har Lindholm, hendes bøger og tv-programmer modtaget flere udmærkelser, blandt andet Årets Kvinnliga Kock 1999, Årets TV4 kock 2004, flere nomineringer til Gourmand Cookbook Awards, pristager i Årets Svenska måltidslitteratur 2008 og Gastronomiska Akademiens sølvmedalje 2009. Lindholms forlag Walter and Books vandt med sin første udgivelse One more slice Svenska Publishing Priset.